# St. Peter und Paul (Fretterode, evangelisch-lutherisch)

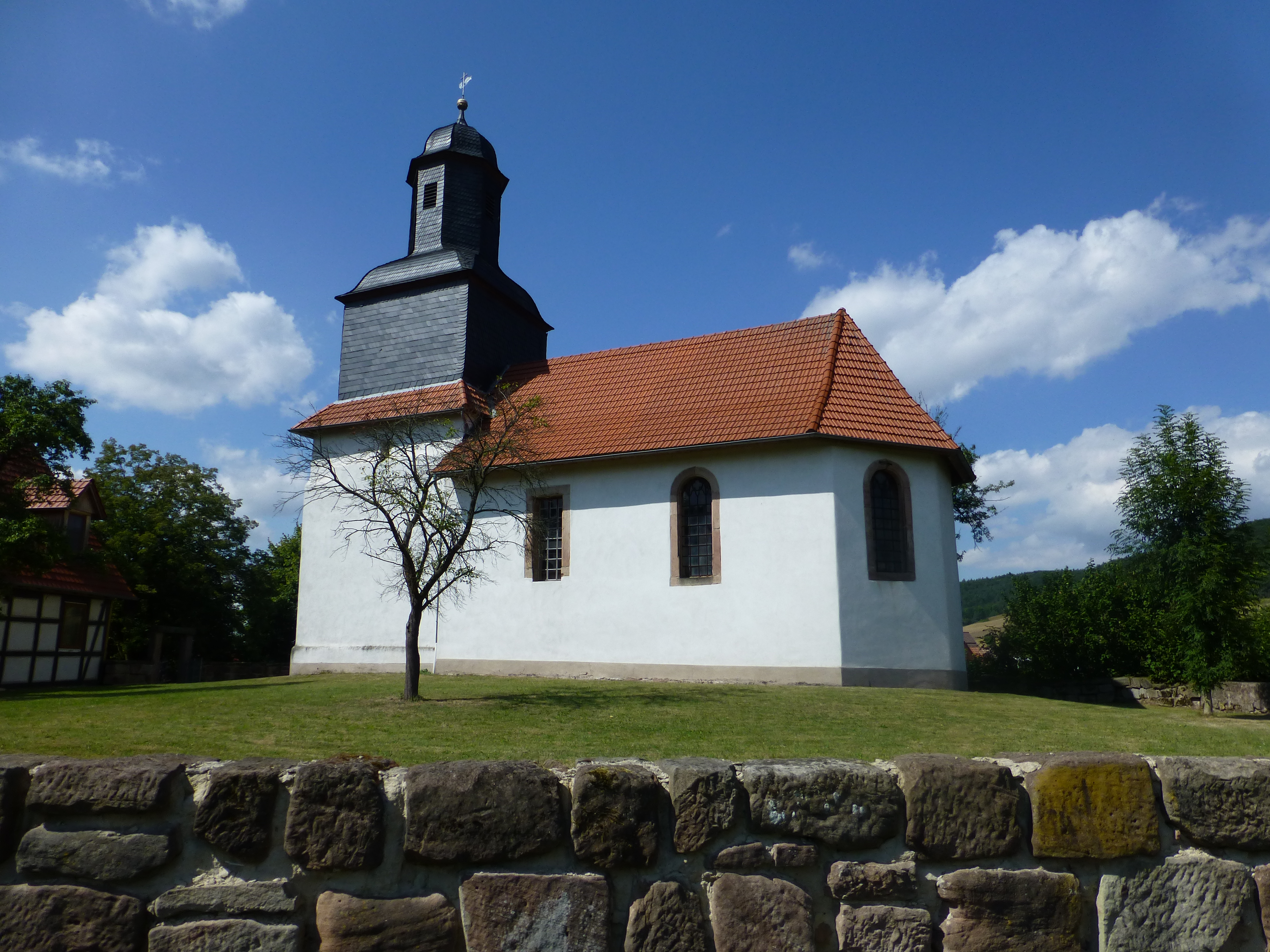
Evangelisch-lutherische Kirche St. Peter und Paul

Die evangelisch-lutherische Filialkirche St. Peter und Paul steht in Fretterode, einer Gemeinde im thüringischen Landkreis Eichsfeld, und zwar am Südostrand des Dorfes auf einem Hügel. Die Kirchengemeinde Fretterode ist der Pfarrstelle Arenshausen zugeordnet. Diese gehört zum Kirchenkreis Mühlhausen der Evangelischen Kirche in Mitteldeutschland.

## Lage
Die Kirche befindet sich am südöstlichen Ortsrand auf einer kleinen Erhebung, dem Kirchanger. Die umgebenden Mauern und der Turm deuten auf einen Verteidigungscharakter hin. Unmittelbar angrenzend befindet sich der historische Anger von Fretterode mit Resten der Angermauer, ein Steintisch ist nicht mehr vorhanden. Bis zum Ende des 19. Jahrhunderts war der Anger auch ein Versammlungs- und Feierort.

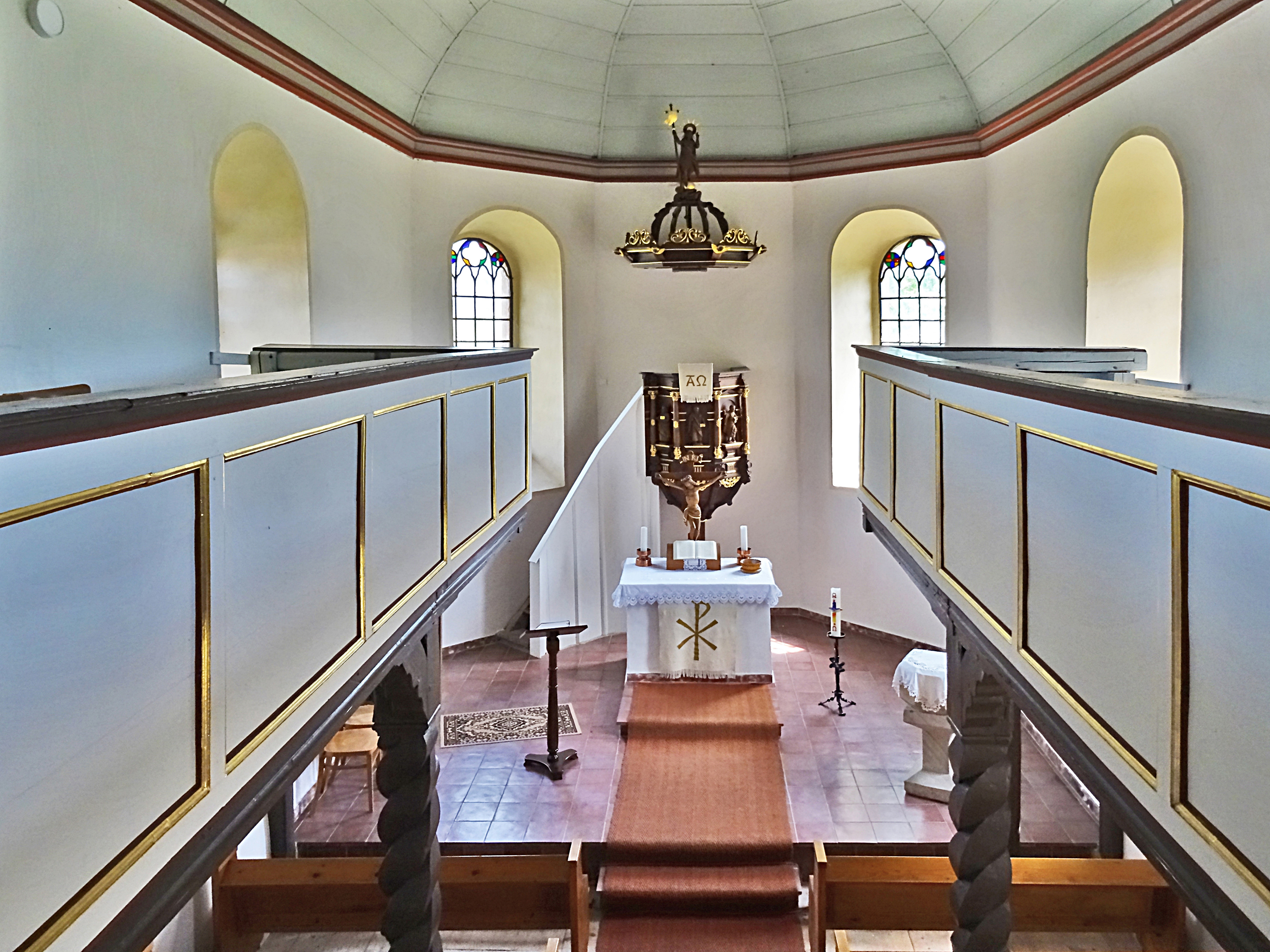
Innenansicht

## Beschreibung
Die verputzte Saalkirche wurde 1713 errichtet. Das rechteckige Kirchenschiff mit zwei Achsen hat einen dreiseitigen Abschluss im Osten und einen bündig angegliederten Kirchturm im Westen. Der Turm hat einen quadratischen Aufsatz mit einer gedrungenen Haube, auf der ein schmaler achtseitiger Aufsatz steht, der wiederum eine Haube trägt, alles schiefergedeckt. Am Sturz des Portals im Westen befindet sich das Wappen derer von Hanstein mit dem Baudatum. Der Innenraum ist mit einer Flachdecke überspannt. An der Südseite befindet sich das Chorgestühl für den Klerus.